# Begonia sizemoreae
Espèce
Begonia sizemoreae est une espèce de plantes de la famille des Begoniaceae. Ce bégonia est originaire du Viet Nam. L'espèce fait partie de la section Platycentrum. Elle a été décrite en 2004 par Ruth Kiew (1946-…). L'épithète spécifique sizemoreae est un hommage à Mary Sizemore qui l'a récolté in situ.

## Description

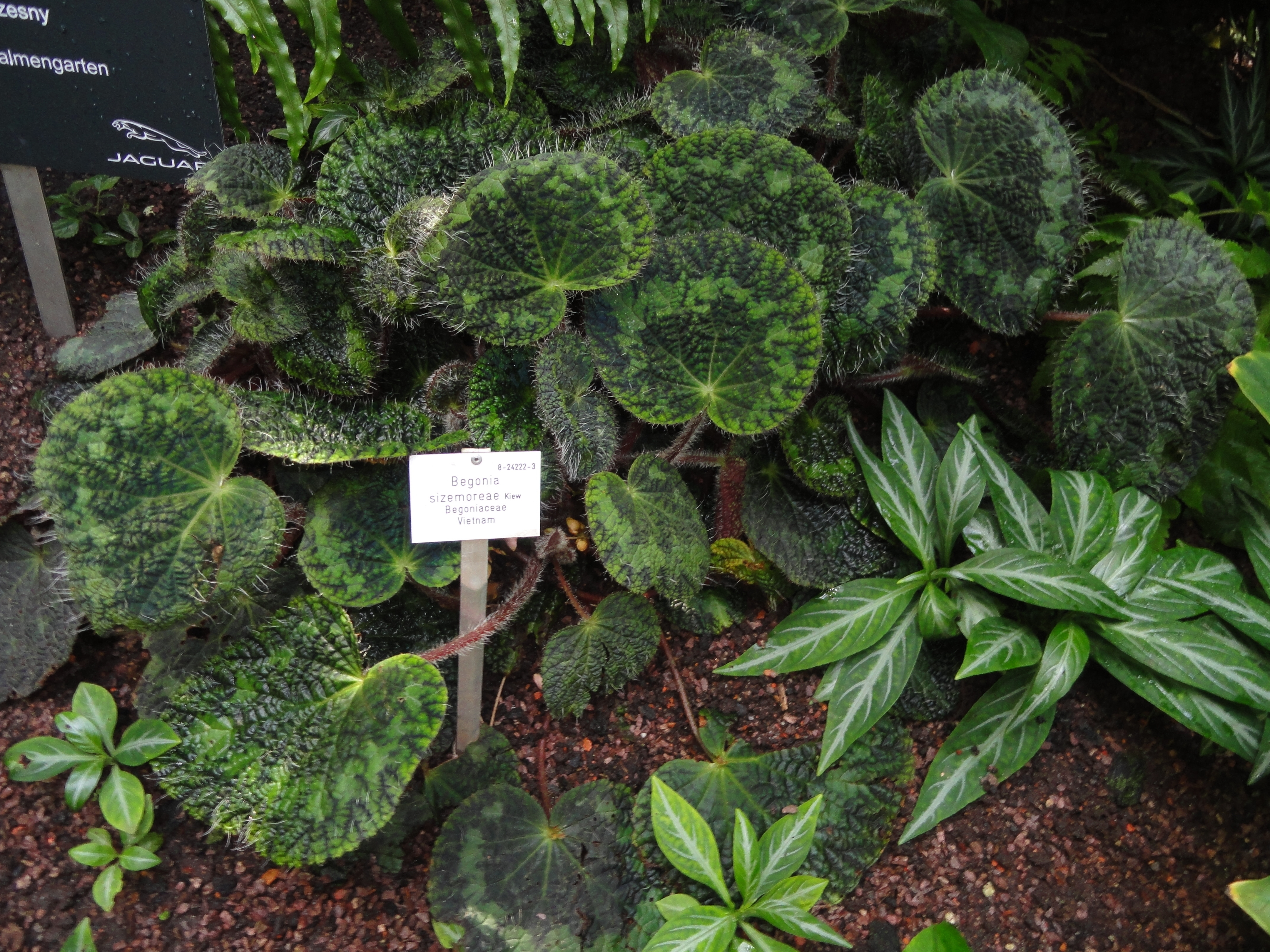
Vue d'ensemble, spécimen cultivé
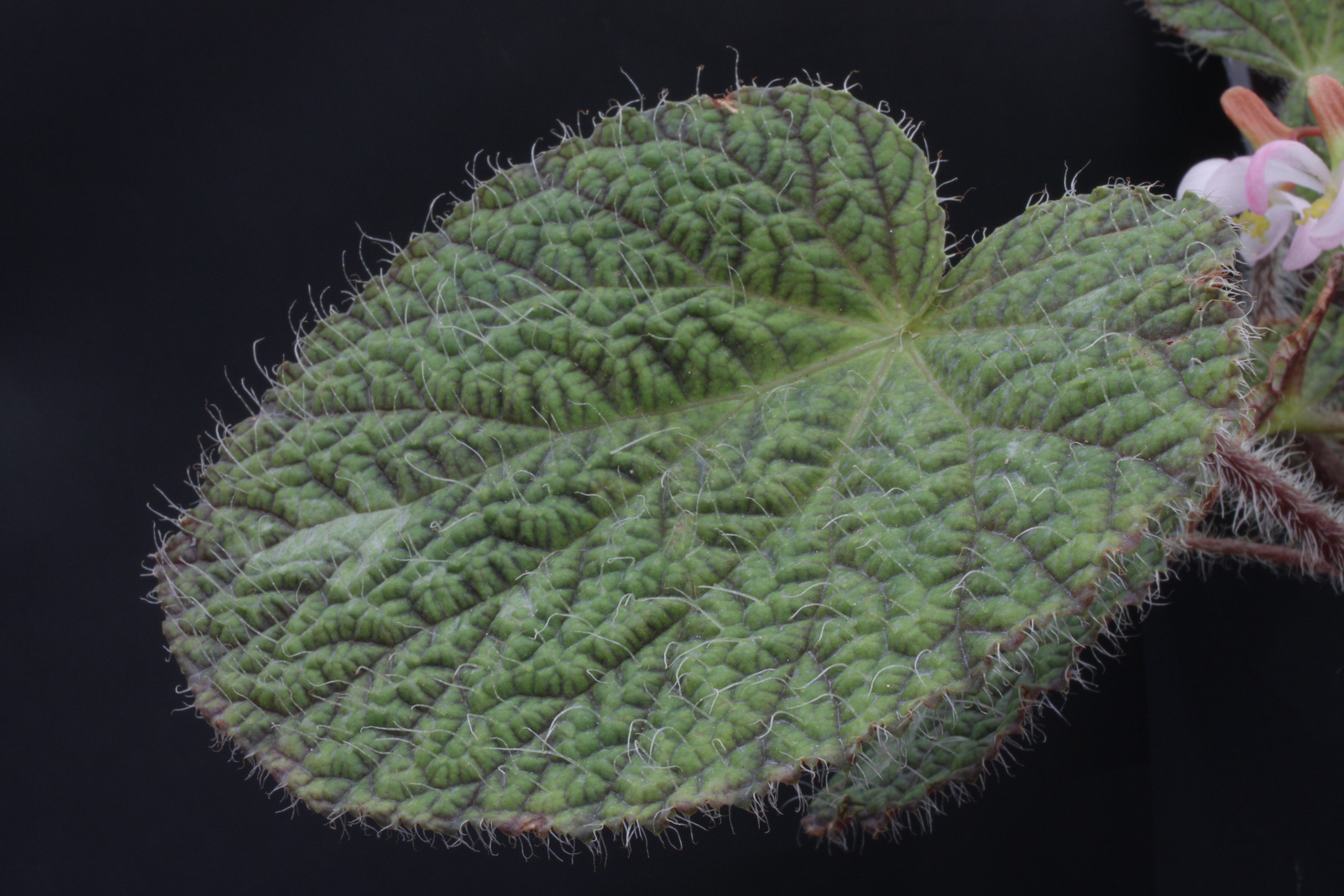
Face d'une feuille
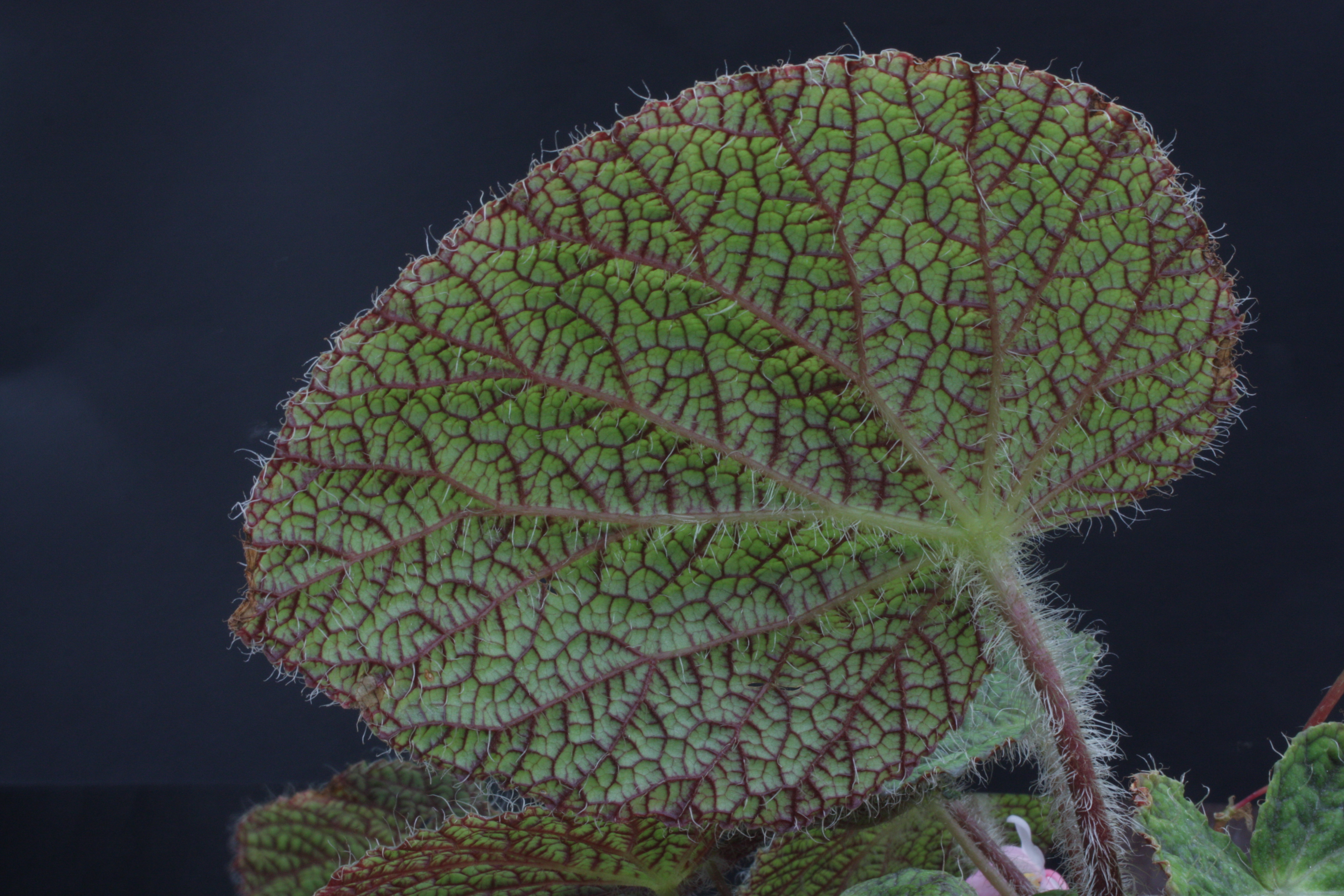
Revers d'une feuille
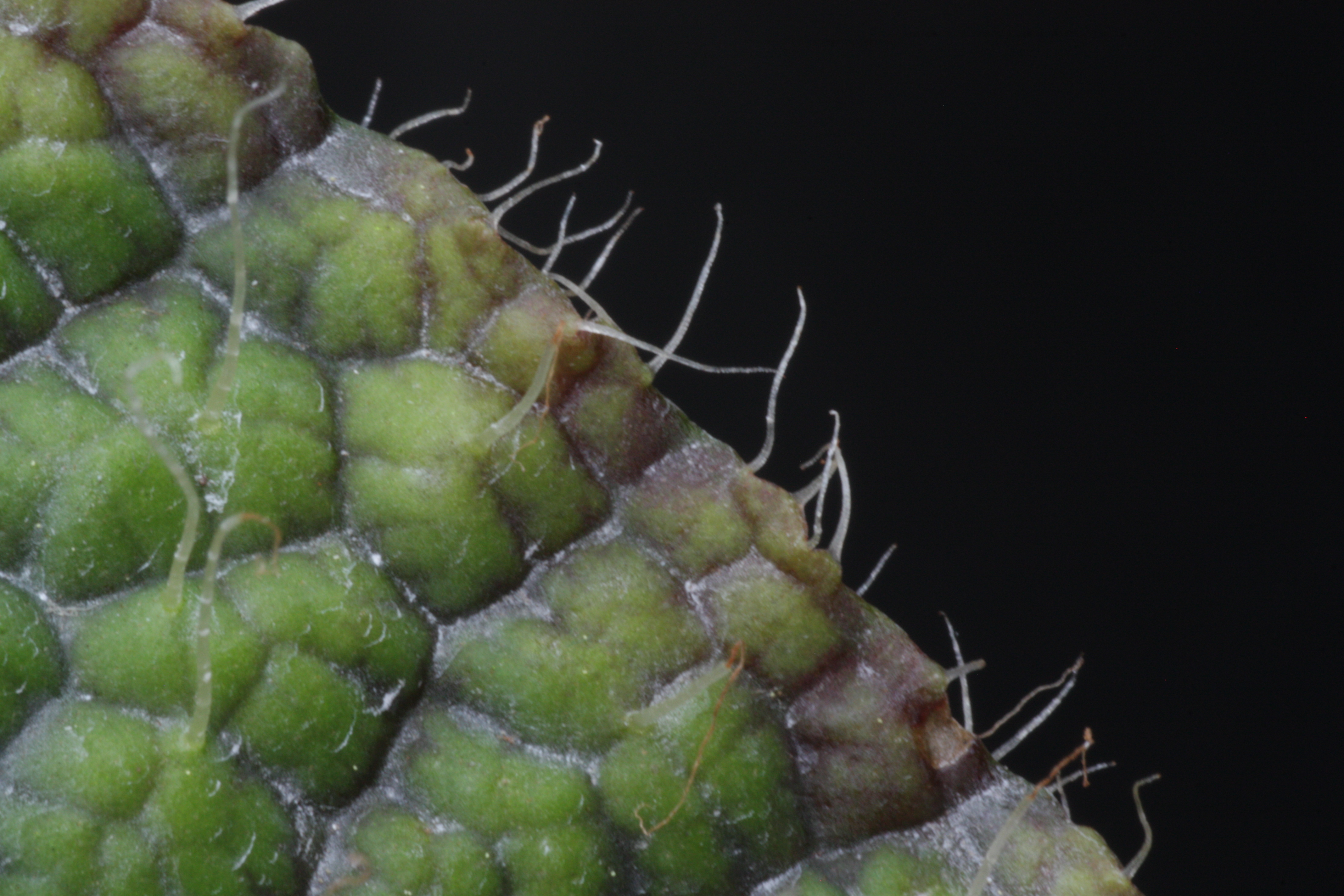
Détail d'une feuille
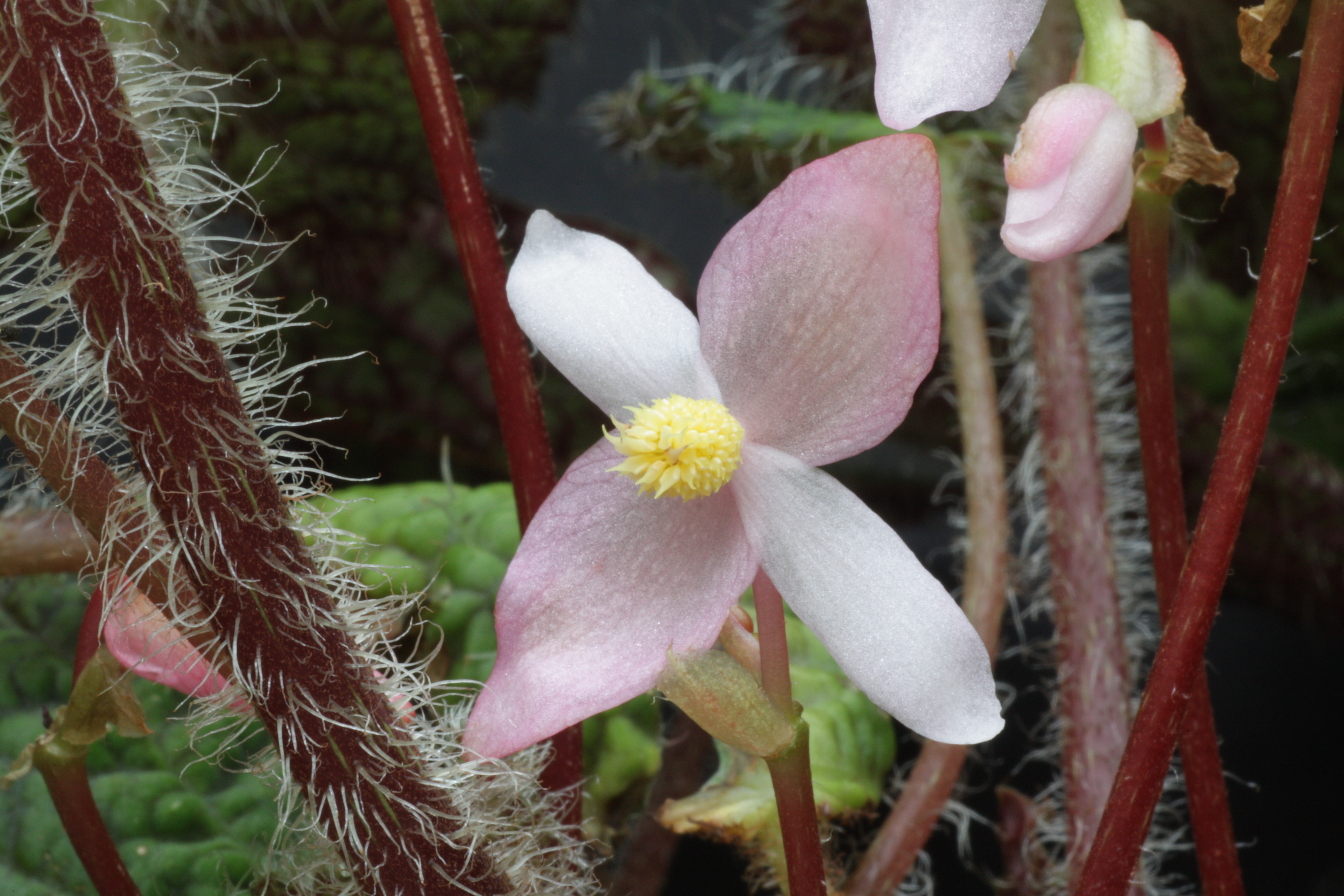
Fleur mâle
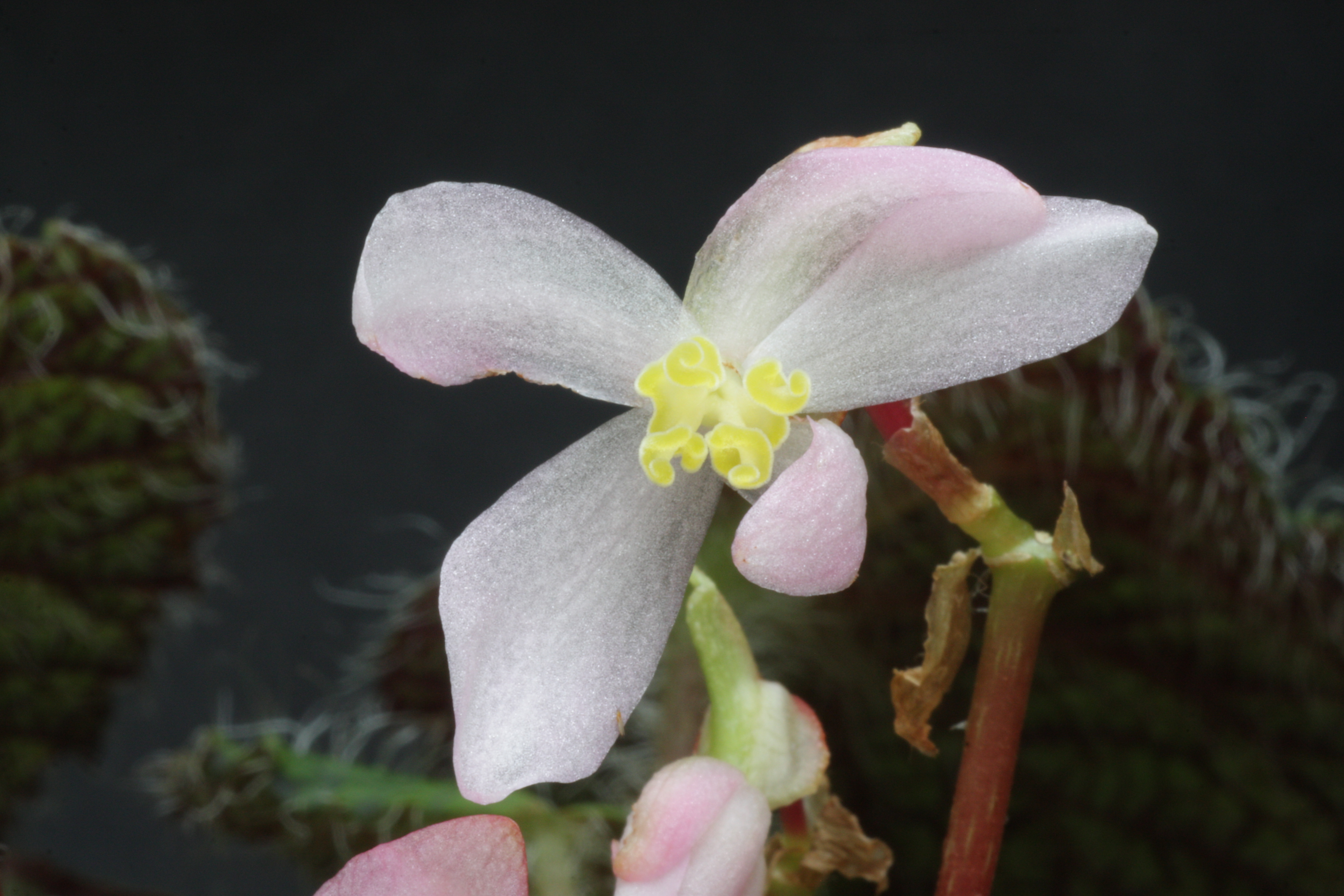
Fleur femelle, face
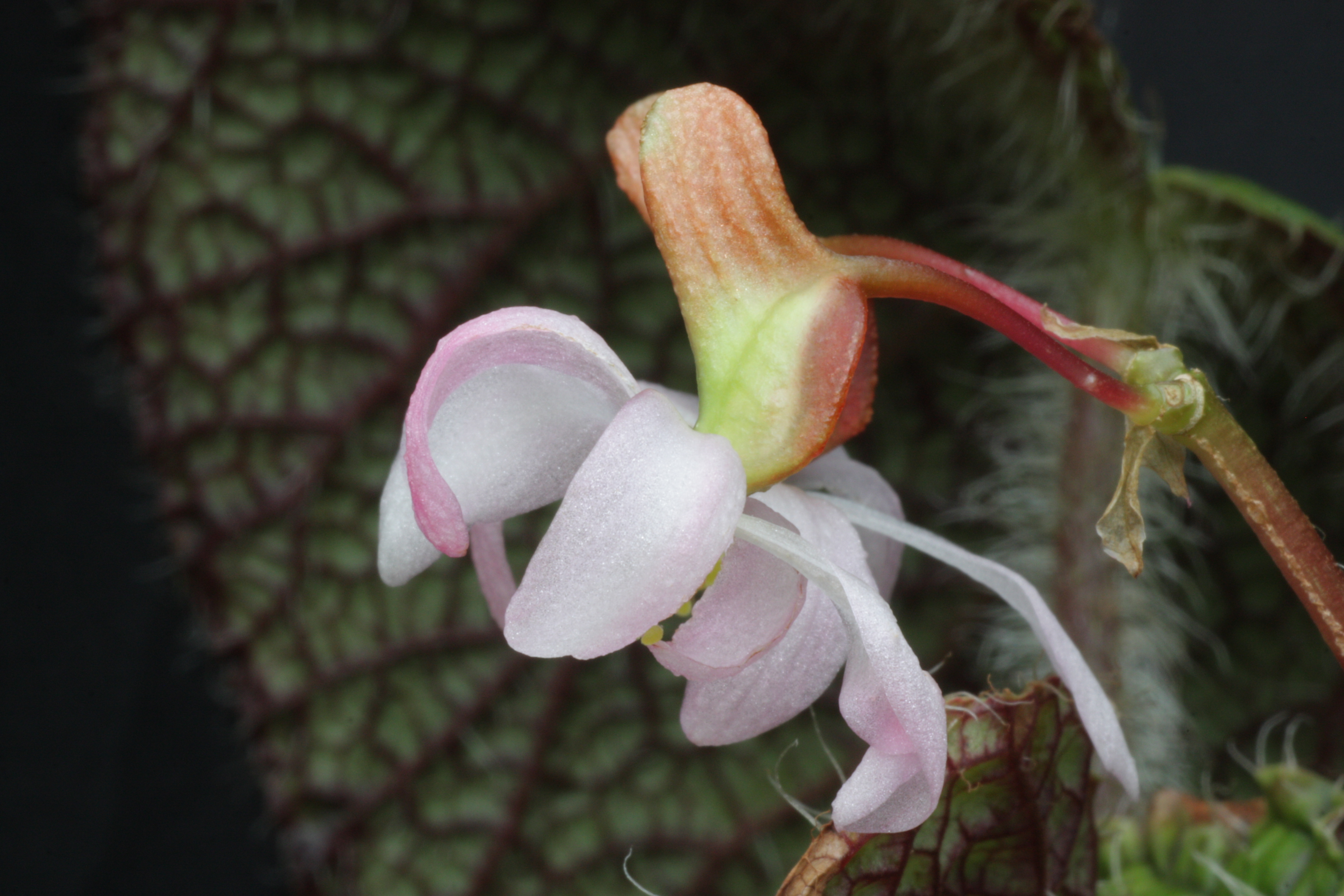
Fleur femelle, profile

## Répartition géographique
Cette espèce est originaire du pays suivant : Viet Nam.